# Marcinkowo Dolne
Marcinkowo Dolne – osada w Polsce położona w województwie kujawsko-pomorskim, w powiecie żnińskim, w gminie Gąsawa. W miejscowości znajduje się zabytkowy dworek rodziny Tuchołków, pomnik Pucciniego oraz pomniki przyrody.
W latach 1975–1998 miejscowość administracyjnie należała do województwa bydgoskiego. Według Narodowego Spisu Powszechnego (III 2011 r.) liczyła 97 mieszkańców.

## Zabytki
Według rejestru zabytków NID na listę zabytków wpisany jest zespół dworski z końca XIX w., nr rej.: 148/A z 15.06.1985:
- dwór, 4. ćwierć XIX w., 1902 r., 1924 r.
- park
- chlewnia, 1927 r.
- rządcówka, 1904 r.
- dom ogrodnika, 1927 r.
- metalowy wiatrak do pompowania wody, 1934 r.

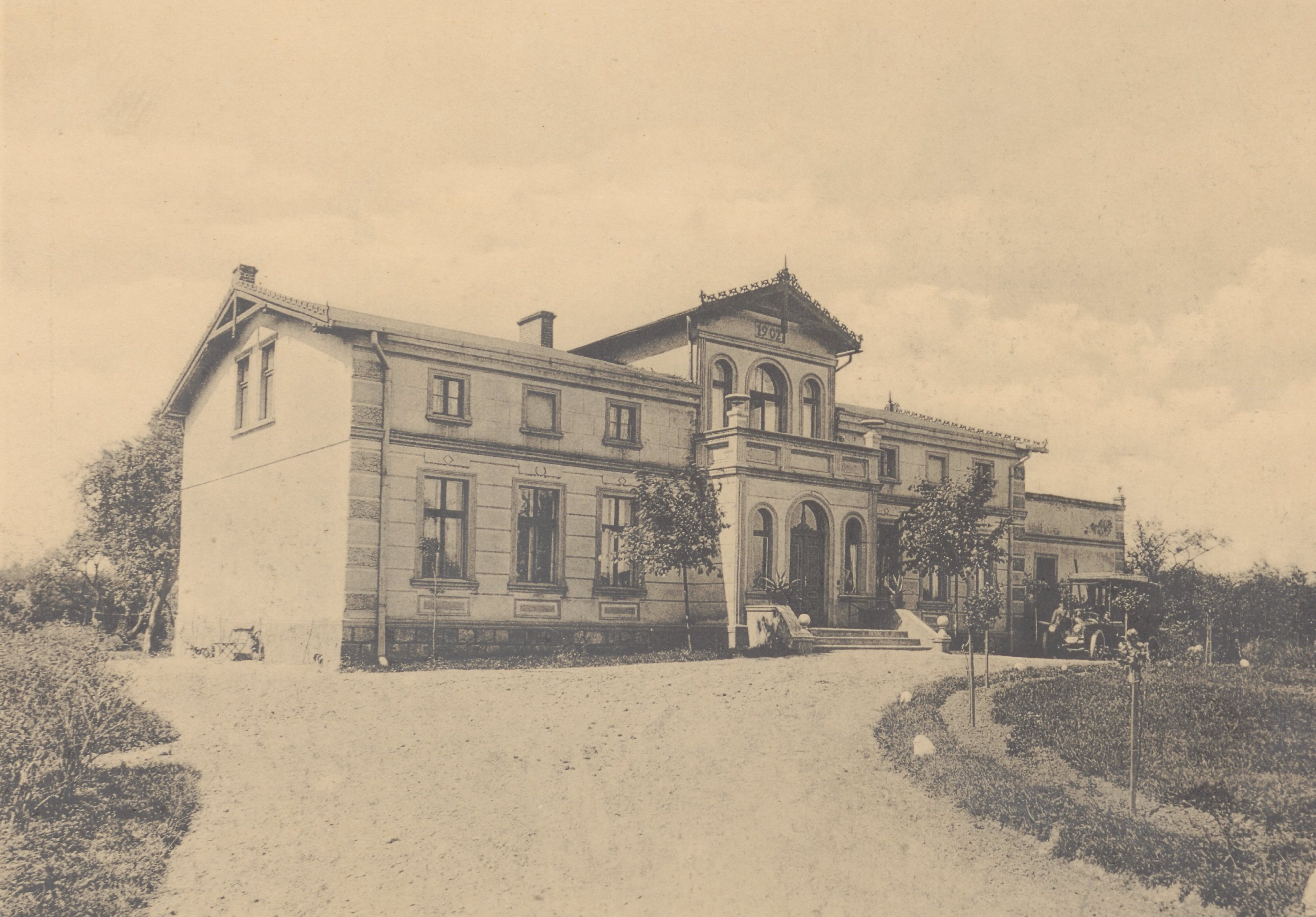
Widok dworu przed 1912